# Баба Яга спасает Новый год
«Баба Яга спасает Новый год» — российская новогодняя приключенческая комедия для семейного просмотра о том, как Дед Мороз и другие сказочные персонажи пытаются спасти весь мир от уничтожения. Сиквел фильма «Баба Яга спасает мир». В фильме снимались: Людмила Артемьева, Глафира Тарханова, Олеся Железняк, Сергей Никоненко и Ян Цапник. Вышел в прокат 12 декабря 2024 года.

## Сюжет
В канун Нового года Кощей Бессмертный похищает Деда Мороза, намереваясь сорвать праздник и лишить детей веры в чудо. Узнав об этом, Баба Яга решает вмешаться, так как исчезновение Нового года угрожает и её собственным волшебным силам.
Отправившись в путь, она сталкивается с различными препятствиями и объединяется с Снегурочкой, лесными животными и частью нечистой силы, недовольной планами Кощея. В результате Яге удаётся обхитрить противников, освободить Деда Мороза и вернуть праздник.
Фильм завершается встречей Нового года, при этом Баба Яга, оставаясь верной своему образу, подчеркивает, что действовала вовсе не из добрых побуждений, а «ради порядка».